# MR Collection
MR Collection（エムアール コレクション、英語: MR Collection Models）は、1993年に設立されたイタリアのミニカー製造メーカー。創業者のE.リアリは、ミニカー製造会社B.B.Rの創業者の一人であるF.リアリの弟。
創業者がもともとB.B.R社で働いていただけあり、製造するミニカーは古巣であるB.B.R社にも劣らない完成度を誇っている。
日本のミニカー製造会社MAKE UPと共同でLookSmartという新しいブランドを2002年に立ち上げた。その後は、MR CollectionブランドではB.B.Rに匹敵する高クオリティの製品（中には実車さながらにボンネットやドアの開閉が出来るようになっているモデルもある）を、LookSmartブランドではMAKE UP社と製造ラインを共同にして低価格を実現した製品（それでも約2万円前後である）を中心に生産しており、差別化を図っている。